# 채널W
채널W는 2014년에 설립된 대한민국의 케이블 방송국이다. 일본의 텔레비전 프로그램을 방영하거나 일본 관련 프로그램을 제작한다. 2004년에 중국무협채널 ABO로 개국하였지만, 2011년에 차이나원으로 변경했다가 2014년 10월 20일에 현재 이름으로 변경하여, KT를 비롯한 SK브로드밴드, LG유플러스 등 통신 3사 IPTV 채널로 시청이 가능하다.

## 방영 또는 종영 프로그램

### 헌재 방영중인 작품
| 작품명                                          | 연령 등급   | 첫 방송                             | 방영 시간                           | 제작사      |
| 작품명                                          | 연령 등급   | (완결 일 때에는 방송 기간)          | (완결 일 때에는 방송 기간)          | 제작사      |
| 외화 드라마                                     | 외화 드라마 | 외화 드라마                         | 외화 드라마                         | 외화 드라마 |
| ----------------------------------------------- | ----------- | ----------------------------------- | ----------------------------------- | ----------- |
| 처음 뵙겠습니다, 사랑합니다                     |             | 2019년 9월 2일                      | 월,화 22:00 ~ 23:00                 | TV 아사히   |
| 노사이드 게임                                   |             | 2019년 7월 24일                     | 수 23:00 ~ 24:00                    |             |
| 긴급 취조실 시즌 3                              |             | 2019년 8월 29일                     | 목,금 22:00 ~ 23:00                 | TV 아사히   |
| 2019 드라마 스페셜                              |             | 2019년 6월 15일                     | 토, 일 22:00 ~ 24:00                | Beetv       |
| 새로운 왕 시즌 2                                |             | 2019년 8월 8일 ~ 2019년 9월 5일     | 2019년 8월 8일 ~ 2019년 9월 5일     |             |
| 추신구라의 사랑 ~48번째 충신~                   |             | 2017년 12월 29일 ~ 2018년 3월 2일   | 2017년 12월 29일 ~ 2018년 3월 2일   |             |
| 갑작스럽지만, 내일 결혼합니다                   |             | 2017년 12월 7일 ~                   | 2017년 12월 7일 ~                   | 후지 TV     |
| 고독한 미식가 시즌 6                            |             |                                     |                                     |             |
| 라스트 찬스 ~기업회생 전문가~                   |             | 2019년 4월 2일 ~ 2019년 5월 21일}}  | 2019년 4월 2일 ~ 2019년 5월 21일}}  | TV 도쿄     |
| 디어시스터                                      |             | 2017년 11월 3일 ~ 2017년 12월 1일   | 2017년 11월 3일 ~ 2017년 12월 1일   | 후지 TV     |
| 로스:타임:라이프                                |             | 2018년 2월 16일 ~ 2018년 3월 16일   | 2018년 2월 16일 ~ 2018년 3월 16일   | 후지 TV     |
| 심해어                                          |             | 2019년 7월 9일 ~ 2019년 9월 3일     | 2019년 7월 9일 ~ 2019년 9월 3일     | TBS         |
| 언젠가 이 사랑을 떠올리면 분명 울어버릴 것 같아 |             | 2018년 1월 12일 ~ 2018년 2월 9일    | 2018년 1월 12일 ~ 2018년 2월 9일    | 후지 TV     |
| 이노센스 원죄변호사                             |             | 2019년 2월 8일 ~ 2019년 4월 12일    | 2019년 2월 8일 ~ 2019년 4월 12일    | 니혼 TV     |
| 마카나이소 시즌 1                               |             | 2019년 3월 28일 ~ 2019년 4월 25일   | 2019년 3월 28일 ~ 2019년 4월 25일   | 나고야 TV   |
| 마카나이소 시즌 2                               |             | 2019년 5월 2일 ~ 2019년 5월 30일    | 2019년 5월 2일 ~ 2019년 5월 30일    | 나고야 TV   |
| 도쿄 타라레바 아가씨                            |             | 2017년 1월 25일 ~ 2017년 3월 29일   | 2017년 1월 25일 ~ 2017년 3월 29일   |             |
| 지금부터 당신을 협박합니다                      |             | 2017년 10월 23일 ~ 2017년 12월 25일 | 2017년 10월 23일 ~ 2017년 12월 25일 | 니혼 TV     |
| 버라이어티                                      |             |                                     |                                     |             |
| 大개조! 극적 비포 애프터                        |             | 2018년 5월 18일 ~ 2019년 2월 15일   | 2018년 5월 18일 ~ 2019년 2월 15일   | TV 아사히   |
| 마담 더 월드 - 세계 다문화 가정                 |             | 2018년 4월 30일 ~ 2018년 7월 16일   | 2018년 4월 30일 ~ 2018년 7월 16일   | MBS         |
| 탐정 나이트 스쿠프                              |             | 2018년 6월 8일 ~2019년 1월 25일     | 2018년 6월 8일 ~2019년 1월 25일     |             |
| 집에 따라가도 될까요?                           |             | 2015년 10월 3일 ~ 2017년 4월 19일   | 2015년 10월 3일 ~ 2017년 4월 19일   |             |
| 시사 · 교양                                     |             |                                     |                                     |             |
| 세계의 아침밥                                   |             | 2018년 4월 4일 ~ 2018년 10월 10일   | 2018년 4월 4일 ~ 2018년 10월 10일   |             |

#### 자체 제작
| 작품명          | 연령 등급  | 첫 방영일                         | 방영 시간                         |            |
| 버라이어티      | 버라이어티 | 버라이어티                        | 버라이어티                        | 버라이어티 |
| --------------- | ---------- | --------------------------------- | --------------------------------- | ---------- |
| 두근두근 JAPAN  |            |                                   |                                   |            |
| 택시 인 재팬    |            |                                   |                                   |            |
| 시사 · 교양     |            |                                   |                                   |            |
| 백문일견        |            | 2018년 4월 13일 ~ 2019년 5월 17일 | 2018년 4월 13일 ~ 2019년 5월 17일 |            |
| 오늘의 일본     |            |                                   |                                   |            |
| NEW 오늘의 일본 |            |                                   |                                   |            |

## 방송 프로그램
- 표기 방식
  - 장르 프로그램 제목 (방송 기간)

- 장르 구분

| S  | 보도 · 시사        |
| I  | 교양               |
| DO | 다큐멘터리         |
| V  | 연예 · 오락 · 예능 |
| M  | 음악               |
| Q  | 퀴즈               |
| DR | 국내 드라마        |
| F  | 외화 드라마        |
| AN | 만화 · 애니메이션  |

### ㄱ
- F 가정부 미타  (니혼 TV, 2018년 5월 31일 ~ 2018년 7월 5일)
- F 가족의 형태  (TBS, 2016년 1월 22일 ~ 2016년 3월 25일)
- F 감옥의 공주님  (TBS, 2017년 10월 24일 ~ 2017년 12월 26일)
- F 갑각부동전기 로보상  (TV 도쿄, 2014년 11월 3일 ~ 2015년 1월 12일)
- F 고독한 미식가 시즌1  (TV 도쿄, 2015년 9월 9일 ~ 2015년 11월 25일)
- F 고독한 미식가 시즌5  (TV 도쿄, 2015년 10월 3일 ~ 2015년 12월 18일)
- F 고독한 미식가 시즌6  (TV 도쿄, 2017년 4월 8일 ~ 2017년 7월 1일)
- F 고잉 마이 홈 (후지 TV, 2018년 12월 5일 ~ )
- F 과보호의 카호코  (니혼 TV, 2017년 7월 19일 ~ 2017년 9월 20일)
- I 괴담 신미미부쿠로  (TBS, 2004년 8월 6일 ~ 2010년 9월)
- F 굿 닥터  (후지 TV, 2018년 9월 13일 ~ 2018년 11월 15일)
- F 굿 파트너 무적의 변호사  (TV 아사히, 2018년 11월 5일 ~ )
- I 기싱궁꼬또  (2015년 6월 27일 ~ 2015년 8월 15일)

### ㄴ
- V 나나와 미들  (카와이안 TV, 2016년 10월 2일 ~ 2016년 12월 18일)
- F 나에게 운명의 사랑이란 있을 수 없다고 생각했다  (후지 TV, 2016년 12월 20일)
- F 내가 싫어하는 탐정  (TV 아사히, 2014년 11월 17일 ~ 2015년 1월 5일)
- F 낚시 바보 일지 ~신입 사원 하마사키 덴스케~ (TV 도쿄, 2019년 4월 15일 ~ 2019년 6월 3일)
- F 낚시 바보 일지 ~신입 사원 하마사키 덴스케~ 시즌2 (TV 도쿄, 2019년 6월 10일 ~ )
- F 너에게는 돌아갈 집이 있다 (TBS, 2019년 3월 29일 ~ )
- F 노사이드 게임  (TBS, 2019년 7월 24일 ~ )
- I 노자와 와카의 요가  (아뮤즈 코리아, 2013년 7월 25일 ~ 2014년 1월 24일)
- V 느닷없이! 황금전설  (TV 아사히, ~ 2016년 9월 15일)

### ㄷ
- F 닥터 X 시즌 3  (TV 아사히, 2014년 10월 31일 ~ 2015년 1월 9일)
- F 닥터 X 시즌 4  (TV 아사히, 2016년 10월 24일 ~ 2017년 1월 2일)
- F 닥터스 3: 최강의 명의  (TV 아사히, 2015년 1월 23일 ~ 2015년 3월 20일)
- F 당신을 그렇게까지는 (TBS, 2019년 4월 3일 ~ 2019년 5월 1일)
- V 大개조! 극적 비포애프터  (ABC, 2018년 5월 18일 ~ )
- F 도망치는건 부끄럽지만 도움이 된다  (TBS, 2016년 10월 18일 ~ 2016년 12월 27일)
- F 도쿄 타라레바 아가씨  (니혼 TV, 2017년 1월 25일 ~ 2017년 3월 29일)
- V 두근두근 도쿄  (채널W, 2018년 4월 19일 ~ )
- F 따귀!  (니혼 TV, 2014년 12월 15일 ~ 2015년 3월 2일)

### ㄹ
- F 라스트 찬스 ~기업회생 전문가~  (TV 도쿄, 2019년 4월 2일 ~ 5월 21일)
- F 러브 리런  (요미우리 TV, 2018년 4월 16일 ~ 2018년 6월 18일)
- F 러브송  (후지 TV, 2016년 4월 18일 ~ 2016년 6월 20일)
- V 런던하츠  (TV 아사히)
- F 러브호텔 우에노 씨 (후지 TV, 2019년 5월 31일 ~ )
- V 리에바라  (채널W, 2014년 10월 20일 ~ 2015년 2월 10일)

### ㅁ
- V 마담 더 월드 - 세계의 다문화 가정  (MBS, 2018년 4월 30일 ~ )
- F 마더 게임 ~그녀들의 계급~  (TBS, 2015년 6월 4일 ~ )
- F 마카나이소 시즌 1  (NBN, 2019년 3월 28일 ~ 4월 26일)
- F 마카나이소 시즌 2  (NBN, 2019년 5월 3일 ~ 5월 30일)
- F 메시바나 형사 타치바나  (TV 도쿄, 2015년 1월 16일 ~ 2015년 4월 3일)
- F 문학 처녀  (MBS, 2019년 1월 7일 ~ )
- V 미녀대작전  (채널W, 2015년 4월 2일 ~ 2015년 7월 30일)
- F 민왕  (TV 아사히, 2015년 8월 6일 ~ 2015년 10월 1일)
- F 민왕 더빙판  (TV 아사히, 2016년 8월 23일 ~ )

### ㅂ
- F 바이플레이어즈  (TV 도쿄, 2017년 1월 20일 ~ 2017년 4월 7일)
- I 백문일견  (채널W, 2018년 4월 13일)
- F 별 볼 일 없는 나를 사랑해주세요  (TBS, 2016년 1월 19일 ~ 2016년 3월 22일)
- F 부인은, 취급주의  (니혼 TV, 2017년 10월 13일 ~ 2017년 12월 15일)
- V 뻔하지 않은 이시짱의 우라기리 구루메  (TV 아사히, 2015년 10월 23일 ~ 2016년 2월 9일)

### ㅅ
- F 사건구명의 ~IMAT의 기적~  (TV 아사히, 2015년 11월 4일)
- F 사랑이 서툴러도 잘 살고 있습니다  (요미무리 TV, 2017년 4월 6일 ~ 2017년 6월 22일)
- F 사랑하는 사이  (후지 TV, 2015년 7월 27일 ~ 2015년 9월 21일)
- F 사채꾼 우시지마 시즌 1  (MBS, 2018년 8월 23일 ~ 2018년 9월 21일)
- F 사채꾼 우시지마 시즌 2  (MBS, 2018년 10월 25일 ~ )
- F 사채꾼 우시지마 시즌 3  (MBS, 2018년 11월 29일 ~ )
- F 사쿠라 신쥬  (후지 TV, 2018년 12월 15일)
- F 사키  (아뮤즈 코리아, 2016년 12월 5일 ~ 2016년 12월 26일)
- F 사키 아치가편  (아뮤즈 코리아, 2018년 3월 23일 ~ 2018년 4월 13일)
- F 새로운 왕  (TBS, 2019년 7월 11일 ~ 2019년 8월 2일)
- F 새로운 왕 시즌 2  (TBS, 2019년 8월 8일 ~ 2019년 9월 5일)
- I 세계의 아침밥  (MBS, 2003년 3월 29일 ~ 2015년 3월 28일)
- V 스무 살의 여행  (아뮤즈 코리아, 2015년 4월 13일)
- F 슈츠 (후지 TV, 2019년 1월 16일 ~ )
- F 스미카 스미레: 45세 젊어진 여자  (TV 아사히, 2016년 2월 17일 ~ 2016년 4월 6일)
- F 스펙: 경시청 공안부 공안 제5과 미상 사건 특별 대책계 사건부  (TBS, 2014년 12월 8일 ~ 2015년 2월 16일)
- F 시모키타자와 다이하드  (TV 도쿄, 2017년 7월 25일 ~ 2017년 10월 4일)
- F 신의 혀를 가진 남자  (TBS, 2016년 7월 15일 ~ 2016년 9월 23일)
- F 심야식당 시즌 1  (MBS, 2014년 10월 20일 ~ 2014년 12월 22일)
- F 심야식당 시즌 2  (MBS, 2014년 10월 22일 ~ 2014년 12월 24일)
- F 심야식당 시즌 3  (MBS, 2014년 10월 20일 ~ 2014년 12월 22일)
- F 심야식당 더빙판(2015년 11월 11일 ~ )
- F 심해어  (TBS, 2019년 7월 9일 ~)

### ㅇ
- V 아리요시 반성회  (니혼 TV, 2015년 9월 9일 ~ )
- V 아리요시의 솔직한 산책  (후지 TV, 2015년 3월 13일 ~ 2016년 9월 28일)
- F 아부의 달인 ~올바른 XX의 칭찬법~  (TV 도쿄, 2015년 4월 24일 ~ 2015년 7월 10일)
- F 아오이 호노오  (TV 도쿄, 2014년 12월 3일 ~ 2015년 2월 4일)
- V 알바 TALK TALK  (채널 W, 2018년 4월 12일 ~ )
- F 어른고교  (TV 아사히, 2017년 10월 25일 ~ 2017년 12월 20일)
- F 에이지 해러스먼트  (TV 아사히, 2015년 7월 31일 ~ 2015년 10월 2일)
- I 옛 열차로 가다 (LIVERPOOL, 2015년 3월 13일 ~)
- ANI 오나라 고로  (TV 아사히, 2016년 7월 3일 ~ 2016년 9월 25일)
- I 오늘의 일본  (채널W, 2015년 5월 25일 ~ )
- V 오타쿠 × 장인대사전  (채널W)
- V 오토나 미아키  (카와이안 TV, 2016년 10월 2일 ~ 2016년 12월 18일)
- F 요리 삼대째  (TV 도쿄, 2019년 1월 31일 ~ )
- F 용사 요시히코와 마왕의 성  (TV 도쿄, 2011년 7월 8일 ~ 2011년 9월 23일)
- F 용사 요시히코와 악령의 열쇠  (TV 도쿄, 2012년 10월 12일 ~ 2012년 12월 21일)
- F 용사 요시히코와 인도하는 7인  (TV 도쿄, 2016년 10월 14일 ~ 2016년 12월 30일)
- F 유산쟁족  (TV 아사히, 2015년 11월 5일 ~ 2015년 12월 31일)
- F 유토리입니다만 무슨 문제 있습니까  (니혼 TV, 2016년 4월 23일 ~ 2016년 6월 25일)
- F 이노센스 원죄변호사  (니혼 TV, 2019년 2월 8일 ~ )
- F 이 사랑은 죄일까!?  (MBS, 2019년 1월 17일 ~ )
- V 일단GO  (채널W, 2016년 4월 26일 ~ 2016년 5월 24일)
- I 잇뽀우 (CBC, 2015년 3월 13일 ~ 2015년 6월 19일)

### ㅈ
- V 자마이카  (TV 아사히, 2012년)
- F 작은 거인  (TBS, 2017년 4월 27일 ~ 2017년 6월 29일)
- F 저 결혼 못 하는 게 아니라, 안 하는 겁니다  (TBS, 2016년 4월 22일 ~ 2016년 6월 24일)
- F 정성을 다해 요리첩  (NHK, 2019년 2월 18일 ~ )
- F 제로의 진실  (TV 아사히, 2014년 10월 20일 ~ 2014년 12월 7일)
- F 좋아하는 사람이 있다는 것  (후지 TV, 2016년 7월 18일 ~ 2016년 10월 3일)
- F 지금부터 당신을 협박합니다  (니혼 TV, 2017년 10월 23일 ~ 2017년 12월 25일)
- V 집에 따라가도 될까요?  (TV 도쿄, 2015년 10월 3일 ~ 2017년 4월 19일)
- F 집을 파는 여자  (니혼 TV, 2016년 7월 20일 ~ 2016년 9월 28일)

### ㅊ
- F 천사와 악마 ~미해결 사건 익명 교섭과~  (TV 아사히)
- I 철도기행 - 옛 열차로 가다  (아뮤즈 코리아, 2013년 10월 14일 ~ 2014년 1월 24일)
- F 최고의 이혼  (후지 TV, 2018년 4월 12일 ~ 2017년 5월 24일)
- F 추신구라의 사랑 ~48번째 충신~  (NHK, 2017년 12월 29일 ~ 2018년 3월 2일)

### ㅌ
- F 타마가와 구청 OF THE DEAD  (TV 도쿄, 2014년 10월 24일 ~ 2015년 1월 9일)
- V 타비즈킨짱  (TBS, 2014년 10월 29일 ~ 2016년 5월 19일)
- V 타케이 소우 시라베  (TV 아사히, 2016년 10월 5일 ~ )
- V 탐정! 나이트 스쿠프  (ABC, 2018년 6월 8일 ~ )
- F 토도메의 키스  (니혼 TV, 2018년 1월 16일 ~ 2018년 3월 20일)
- I 토요괴담 기싱꿍꼬또  (아뮤즈 코리아, 2015년 6월 27일 ~ 2015년 8월 15일)

### ㅍ
- F 파견 점술사 아타루 (TV 아사히, 2019년 6월 6일 ~ )
- F 프랑켄슈타인의 사랑  (니혼 TV, 2017년 5월 3일 ~ 2017년 7월 5일)
- ANI 프루티 사무라이  (TV 아사히, 2013년 8월 31일 ~ 2013년 11월 30일)

### ㅎ
- F 하게타카  (NHK, 2018년 7월 10일 ~ 2018년 8월 14일)
- F 해파리 공주  (후지 TV, 2018년 1월 22일 ~ 2018년 4월 2일)
- F 형사 제로 (TV 아사히, 2019년 5월 28일 ~ )
- V 훌쩍 도중하차 여행 (니혼 TV, 2015년 2월 6일 ~ ?)
- F 호텔 컨시어지 (TBS, 2019년 4월 26일 ~ )
- F 히모맨 ~빈대 남친 갱생기~  (TV 아사히, 2018년 10월 2일 ~ 2018년 11월 13일)

### 숫자 또는 영문
- F 2019 드라마 스페셜 (2019년 6월 15일 ~ )
  - 데스 게임 파크 (2019년 6월 15일 ~ 2019년 6월 16일)
  - 위험한 관계 (2019년 6월 22일 ~ 2019년 6월 23일)
  - 5년 후의 러브레터 (2019년 7월 6일 ~ 2019년 7월 7일)
  - 메리, 행복을 전하는 강아지 (2019년 7월 13일 ~ 2019년 7월 14일)
  - GIFT ~오늘 밤, 행복한 시간을 선사합니다 (2019년 6월 29일 ~ 2019년 6월 30일)
  - 여동생의 연인 (2019년 7월 20일 ~ 2019년 7월 21일)
  - 눈 감고 태양을 향해 (2019년 7월 27일 ~ 2019년 7월 28일)
  - 러브 스윙 ~세상의 모든 사랑~ (2019년 8월 3일 ~ 2019년 8월 4일)
  - 블리자드 (2019년 8월 10일 ~ 2019년 8월 11일)
  - 허당 보디가드 (2019년 8월 17일 ~ 2019년 8월 18일)
  - 프리즌 오피서 (2019년 8월 24일)
  - 10월 안에 운명의 사람을 만나는 방법 (2019년 8월 25일)
  - 쉿! (2019년 8월 25일)
  - 문제 해결 의사 몬다이나이노스케 1 (2019년 8월 31일)
  - 문제 해결 의사 몬다이나이노스케 2 (2019년 9월 1일)
  - 눈부시게 따뜻한 (2019년 9월 7일)
  - 최고의 프러포즈 (2019년 9월 8일)
- F 3학년 A반 -지금부터 여러분은, 인질입니다-  (니혼 TV, 2019년 1월 15일 ~ 2019년 3월 26일)
- F 5시부터 9시까지 ~나를 사랑한 스님~  (후지 TV, 2015년 10월 19일 ~ 2015년 12월 21일)
- F GTO2  (후지 TV, 2015년 1월 26일 ~ 2015년 4월 6일)
- MI J-POP STAGE  (채널W, 2017년 1월 18일 ~ 2018년 1월 3일)
- F MOZU 시즌 1 ~때까치 우는 밤~  (TBS, 2014년 12월 17일 ~ 2015년 2월 18일)
- F MOZU 시즌 2 ~환상의 날개~  (TBS)
- F N을 위하여  (TBS, 2014년 10월 17일 ~ 2014년 12월 19일)

## 2019 드라마 스페셜
《2019 드라마 스페셜》은 Beetv에서 방영중인 단편 드라마들을 방영해주며 채널 W를 통해서 2019년 6월 15일부터 9월 8일까지 매주 토요일과 일요일 오후 10시에 방영을 하였다.

### 목록
| #  | 방영 날짜       | 제목                                     |
| -- | --------------- | ---------------------------------------- |
| 1  | 2019년 6월 15일 | 데스 게임 파크                           |
| 2  | 6월 16일        | 데스 게임 파크                           |
| 3  | 6월 22일        | 위험한 관계                              |
| 4  | 6월 23일        | 위험한 관계                              |
| 5  | 6월 29일        | GIFT ~오늘 밤, 행복한 시간을 선사합니다~ |
| 6  | 6월 30일        | GIFT ~오늘 밤, 행복한 시간을 선사합니다~ |
| 7  | 7월 6일         | 5년 후의 러브레터                        |
| 8  | 7월 7일         | 5년 후의 러브레터                        |
| 9  | 7월 13일        | 메리, 행복을 전하는 강아지               |
| 10 | 7월 14일        | 메리, 행복을 전하는 강아지               |
| 11 | 7월 20일        | 여동생의 연인                            |
| 12 | 7월 21일        | 여동생의 연인                            |
| 13 | 7월 27일        | 눈 감고 태양을 향해                      |
| 14 | 7월 28일        | 눈 감고 태양을 향해                      |
| 15 | 8월 3일         | 러브 스윙, 세상의 모든 사랑              |
| 16 | 8월 4일         | 러브 스윙, 세상의 모든 사랑              |
| 17 | 8월 10일        | 블리자드                                 |
| 18 | 8월 11일        | 블리자드                                 |
| 19 | 8월 17일        | 허당 보디가드                            |
| 20 | 8월 18일        | 허당 보디가드                            |
| 21 | 8월 24일        | 프리즌 오피서                            |
| 22 | 8월 24일        | 프리즌 오피서                            |
| 23 | 8월 25일        | 10일 안에 운명의 사람을 발견하는 법      |
| 24 | 8월 25일        | 쉿!                                      |
| 25 | 8월 31일        | 문제 해결 의사 몬다이나이노스케 I        |
| 26 | 8월 31일        | 문제 해결 의사 몬다이나이노스케 I        |
| 27 | 9월 1일         | 문제 해결 의사 몬다이나이노스케 II       |
| 28 | 9월 1일         | 문제 해결 의사 몬다이나이노스케 II       |

## 같이 보기
- 채널J